# Star Wars: X-Wing (Tabletop)

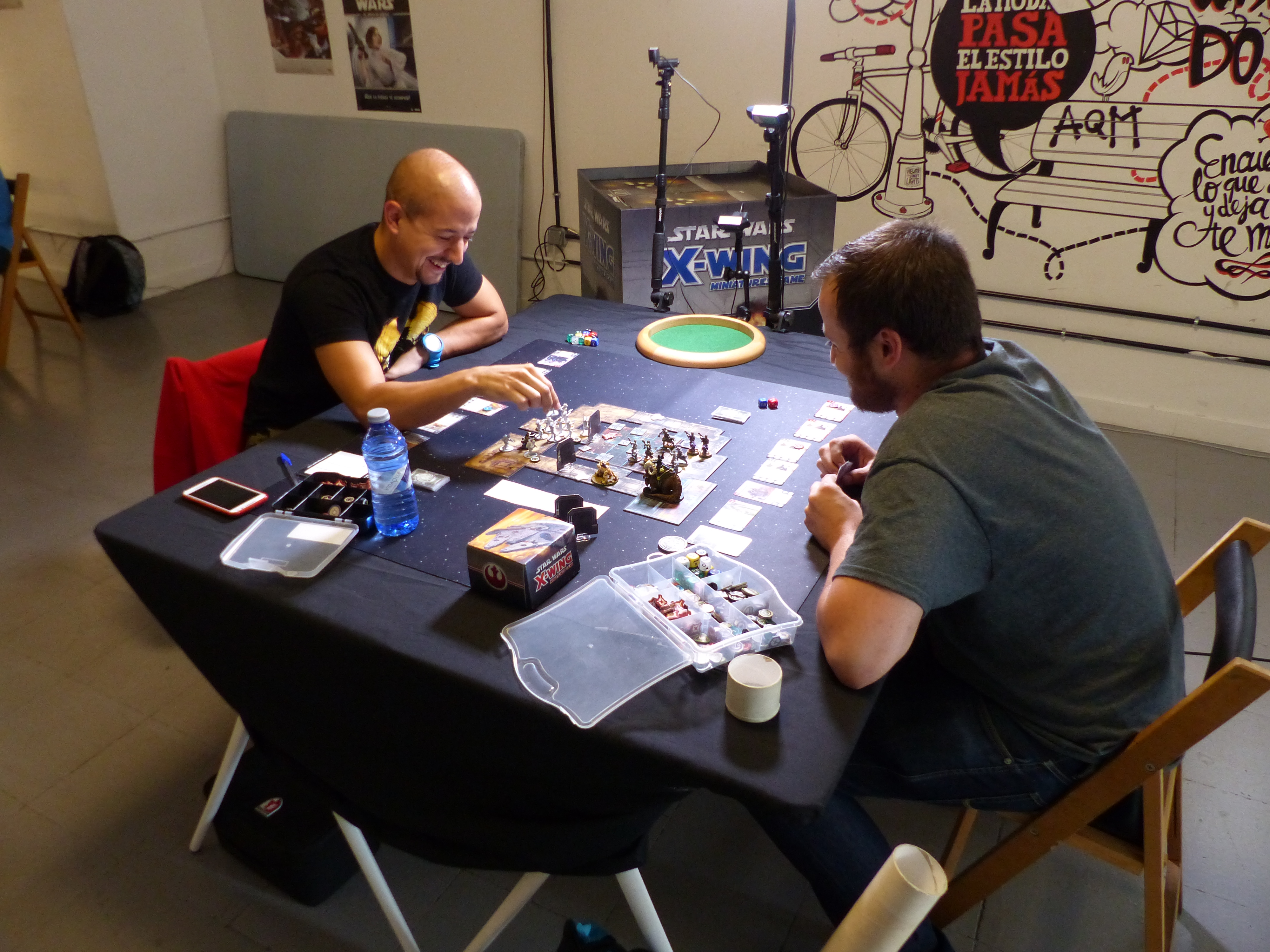
Star Wars: X-Wing (2016 in Madrid)

Star Wars: X-Wing ist ein Tabletop-Spiel entwickelt von Jay Little and veröffentlicht von Fantasy Flight Games. Es wurde auf der GenCon am 17. August 2012 veröffentlicht. Das Spiel dreht sich um taktische Gefechte zwischen Raumjägern im Star-Wars-Universum und ist angelehnt an Luftkämpfe.
Am 1. Mai 2018 kündigte Fantasy Flight Games eine zweite Edition an, die am 13. September 2018 veröffentlicht wurde.
Am 16. November gab Atomic Mass Games, ein weiteres Tochterunternehmen von Asmodee bekannt, dass es die Veröffentlichung von Star Wars: X-Wing und den Schwesterspielen Star Wars: Legion und Star Wars: Armada übernehmen wird.
Am 13. Juni 2024 gab Atomic Mass Games das Ende der Entwicklung des Spiels an.

## Spielablauf
In der 1. Edition war die Empfehlung der Standardspielgröße 100 Punkte. Mit der 2. Edition wurde das auf 200 Punkte geändert. Die Punktwerte der Schiffe wurden aber ebenfalls verdoppelt, so dass die Spielgröße gleich blieb.
Vor Spielbeginn stellt jeder Spieler seine Schwadron zusammen. Dazu haben alle Piloten und jede Zusatzausrüstung einen Punktewert. Mit dem Piloten wird auch gleichzeitig der Schiffstyp gewählt. Beide Spieler wählen Piloten und Zusatzausrüstung, sodass die Summe der Punktwerte der vereinbarten Spielgröße entsprechen.
Zu Beginn wird das Spielfeld aufgebaut. Die Standardspielgröße ist 90 cm × 90 cm und wie bei Tabletop-Spielen üblich, gibt es keine Felder.
Bei X-Wing hat jeder Pilot einen sogenannten Pilotenwert, der für die Reihenfolge der Spieler notwendig ist. Die Schiffe werden nach aufsteigendem Pilotenwert auf dem Spielfeld platziert. Nach dem Aufstellen der Miniaturen der Schiffe wird das Spiel in Runden gespielt.
Jede Runde besteht aus den folgenden Phasen.
1. Planungsphase
2. Aktivierungsphase
3. Kampfphase
4. Endphase

Bei X-Wing spielen beide Spieler jede Phase gleichzeitig. In der Planungsphase muss für jedes Schiff verdeckt eine Bewegung geplant werden beginnend mit dem Schiff mit dem niedrigsten Pilotenwert, unabhängig davon welchem Spieler der Pilot gehört.
In der Aktivierungsphase werden die Schiffe bewegt. Beginnend mit dem Piloten mit dem niedrigsten Pilotenwert, wird für jeden Piloten die geplante Bewegung aufgedeckt und ausgeführt.
In der Kampfphase dürfen die Piloten die Waffen ihrer Schiffe einsetzen. Im Gegensatz zu den vorherigen Phasen, schießen die Schiffe beginnend mit dem Piloten mit dem höchsten Pilotenwert.
Haben alle Schiffe geschossen, beginnt die Endphase, in der Marker für unwirksame Effekte entfernt werden. Danach beginnt eine neue Runde.
Mit der 2. Edition kam die Systemphase zwischen der Planungs- und Aktivierungsphase hinzu. Der Pilotenwert wurde durch Initiative ersetzt.

### Spielbare Fraktionen
Das Grundspiel der 1. Edition kannte nur die Rebellen-Allianz und das Galaktische Imperium. Mit der 6. Welle erschien mit Abschaum und Kriminelle die 3. Fraktion.
Mit der 2. Edition wurden die spielbaren Fraktionen zum Ende auf 7 Fraktionen erweitert.
- Klonkriege
  - Separatisten-Allianz
  - Galaktische Republik
- Galaktischer Bürgerkrieg
  - Rebellen-Allianz
  - Galactic Empire
- Neue Republik
  - Widerstand
  - Erste Ordnung
- Abschaum und Kriminelle (alle Konflikte)

## Veröffentlichungen

### 1. Edition

#### Erweiterungswellen
Bei Star Wars: X-Wing erschienen Erweiterungen mit neuen Raumschiffen in Wellen. Das heißt zu einem Datum wurde mehrere neue Miniaturen von Raumschiffen veröffentlicht, die man separat kaufen konnte.
| Welle | Originaltitel                                         | Deutscher Titel                                   | Fraktion                                | Veröffentlicht |
| ----- | ----------------------------------------------------- | ------------------------------------------------- | --------------------------------------- | -------------- |
|       | Star Wars: X-Wing Miniatures Game                     | Star Wars: X-Wing Miniaturen-Spiel – Grundspiel   | Rebellenallianz & Galaktisches Imperium | 17.08.2012     |
| 1.    | X-Wing Expansion Pack                                 | X-Wing Erweiterung-Pack                           | Rebellenallianz                         | 14.09.2012     |
| 1.    | Y-Wing Expansion Pack                                 | Y-Wing Erweiterung-Pack                           | Rebellenallianz                         | 14.09.2012     |
| 1.    | TIE Fighter Expansion Pack                            | TIE Fighter Erweiterung-Pack                      | Galaktisches Imperium                   | 14.09.2012     |
| 1.    | TIE Advanced Expansion Pack                           | TIE Advanced Erweiterung-Pack                     | Galaktisches Imperium                   | 14.09.2012     |
| 2.    | Millennium Falcon Expansion Pack                      | Millennium Falke Erweiterung-Pack                 | Rebellenallianz                         | 01.03.2013     |
| 2.    | Slave I Expansion Pack                                | Sklave 1 Erweiterung-Pack                         | Galaktisches Imperium                   | 01.03.2013     |
| 2.    | A-Wing Expansion Pack                                 | A-Wing Erweiterung-Pack                           | Rebellenallianz                         | 01.03.2013     |
| 2.    | TIE Interceptor Expansion Pack                        | TIE-Abfangjäger Erweiterung-Pack                  | Galaktisches Imperium                   | 01.03.2013     |
| 3.    | B-Wing Expansion Pack                                 | B-Wing Erweiterung-Pack                           | Rebellenallianz                         | 13.09.2013     |
| 3.    | TIE Bomber Expansion Pack                             | TIE-Bomber Erweiterung-Pack                       | Galaktisches Imperium                   | 13.09.2013     |
| 3.    | HWK-290 Expansion Pack                                | HWK-290 Erweiterung-Pack                          | Rebellenallianz                         | 13.09.2013     |
| 3.    | Lambda-class Shuttle Expansion Pack                   | Raumfähre der Lambda-Klasse Erweiterung-Pack      | Galaktisches Imperium                   | 13.09.2013     |
|       | Imperial Aces Expansion Pack                          | Fliegerasse des Imperiums Erweiterung-Pack        | Galaktisches Imperium                   | 14.03.2014     |
|       | Rebel Transport Expansion Pack                        | Rebellentransporter Erweiterung-Pack              | Galaktisches Imperium                   | 30.04.2014     |
|       | Tantive IV Expansion Pack                             | Tantive IV Erweiterung-Pack                       | Galaktisches Imperium                   | 22.05.2014     |
| 4.    | Z-95 Headhunter Expansion Pack                        | Z-95-Kopfjäger Erweiterung-Pack                   | Rebellenallianz                         | 26.06.2014     |
| 4.    | E-wing Expansion Pack                                 | E-Wing Erweiterung-Pack                           | Rebellenallianz                         | 26.06.2014     |
| 4.    | TIE Defender Expansion Pack                           | TIE-Jagdbomber Erweiterung-Pack                   | Galaktisches Imperium                   | 26.06.2014     |
| 4.    | TIE Phantom Expansion Pack                            | TIE-Phantom Erweiterung-Pack                      | Galaktisches Imperium                   | 26.06.2014     |
|       | Rebel Aces Expansion Pack                             | Fliegerasse der Rebellenallianz Erweiterung-Pack  | Rebellenallianz                         | 25.09.2014     |
| 5.    | YT-2400 Freighter Expansion Pack                      | YT-2400-Frachter Erweiterung-Pack                 | Rebellenallianz                         | 26.11.2014     |
| 5.    | VT-49 Decimator Expansion Pack                        | VT-49 Decimator Erweiterung-Pack                  | Galaktisches Imperium                   | 26.11.2014     |
| 6.    | Most Wanted Expansion Pack                            | Dringend gesucht! Erweiterung-Pack                | Abschaum und Kriminelle                 | 26.02.2015     |
| 6.    | StarViper Expansion Pack                              | Sternenviper Erweiterung-Pack                     | Abschaum und Kriminelle                 | 26.02.2015     |
| 6.    | M3-A Scyk Interceptor Expansion Pack                  | M3-A-Abfangjäger Erweiterung-Pack                 | Abschaum und Kriminelle                 | 26.02.2015     |
| 6.    | IG-2000 Expansion Pack                                | IG-2000 Erweiterung-Pack                          | Abschaum und Kriminelle                 | 26.02.2015     |
|       | Imperial Raider Expansion Pack                        | Imperiale Sturm-Korvette Erweiterung-Pack         | Galaktisches Imperium                   | 13.04.2015     |
| 7.    | YV-666 Light Freighter (Hound's Tooth) Expansion Pack | Reißzahn Erweiterung-Pack                         | Abschaum und Kriminelle                 | 25.08.2015     |
| 7.    | Kihraxz Expansion Pack                                | Kihraxz-Jäger Erweiterung-Pack                    | Abschaum und Kriminelle                 | 25.08.2015     |
| 7.    | K-Wing Expansion Pack                                 | K-Wing Erweiterung-Pack                           | Rebellenallianz                         | 25.08.2015     |
| 7.    | TIE Punisher Expansion Pack                           | TIE-Vergelter Erweiterung-Pack                    | Galaktisches Imperium                   | 25.08.2015     |
|       |                                                       | Das Erwachen der Macht Grundspiel                 | Rebellenallianz & Galaktisches Imperium | 04.09.2015     |
|       | Imperial Assault Carrier Expansion Pack               | Imperialer Angriffsträger Erweiterung-Pack        | Galaktisches Imperium                   | 23.12.2015     |
| 8.    | T-70 X-Wing Expansion Pack                            | T-70-X-Flügler Erweiterung                        | Rebellenallianz                         | 17.03.2016     |
| 8.    | TIE/fo Fighter Expansion Pack                         | TIE/EO-Jäger Erweiterung                          | Galaktisches Imperium                   | 17.03.2016     |
| 8.    | Ghost Expansion Pack                                  | Ghost Erweiterung-Pack                            | Rebellenallianz                         | 17.03.2016     |
| 8.    | Inquisitor's TIE Expansion Pack                       | TIE des Inquisitor's Erweiterung-Pack             | Galaktisches Imperium                   | 17.03.2016     |
| 8.    | Mist Hunter Expansion Pack                            | Nebeljäger Erweiterung-Pack                       | Abschaum und Kriminelle                 | 17.03.2016     |
| 8.    | Punishing One Expansion Pack                          | Vollstrecker Eins Erweiterung-Pack                | Abschaum und Kriminelle                 | 17.03.2016     |
|       | Imperial Veterans                                     | Veteranen des Imperiums Erweiterungs-Pack         | Galaktisches Imperium                   | 30.06.2016     |
| 9.    | ARC-170 Expansion Pack                                | ARC-170 Erweiterung-Pack                          | Rebellenallianz                         | 23.09.2016     |
| 9.    | Special Forces TIE Expansion Pack                     | TIE der Spezialeinheiten Erweiterung-Pack DEUTSCH | Galaktisches Imperium                   | 23.09.2016     |
| 9.    | Protectorate Starfighter Expansion Pack               | Sternenjäger des Protektors Erweiterung-Pack      | Abschaum und Kriminelle                 | 23.09.2016     |
| 9.    | Shadow Caster Expansion Pack                          | Shadow Caster Erweiterung-Pack                    | Abschaum und Kriminelle                 | 23.09.2016     |
|       | Heroes of the Resistance Expansion Pack               | Helden des Widerstandes Erweiterung-Pack          | Rebellenallianz                         | 27.10.2016     |
| 10    | U-Wing Expansion Pack                                 | U-Flügler Erweiterung-Pack                        | Rebellenallianz                         | 02.02.2017     |
| 10    | TIE Striker Expansion Pack                            | TIE Stürmer Erweiterung-Pack                      | Galaktisches Imperium                   | 02.02.2017     |
| 10    | Sabine's TIE Fighter Expansion Pack                   | Sabines TIE-Jäger Erweiterung-Pack                | Rebellenallianz                         | 02.02.2017     |
| 10    | Upsilon-Class Shuttle Expansion Pack                  | Shuttle der Ypsilon-Klasse Erweiterungspack       | Galaktisches Imperium                   | 02.02.2017     |
| 10    | Quadjumper Expansion Pack                             | Quadjumper Erweiterung-Pack                       | Abschaum und Kriminelle                 | 02.02.2017     |
|       | C-ROC Cruiser Expansion Pack                          | C-ROC Kreuzer Erweiterung-Pack                    | Abschaum und Kriminelle                 | 08.06.2017     |
| 11    | TIE Aggressor Expansion Pack                          | TIE-Aggressor Erweiterung-Pack                    | Galaktisches Imperium                   | 13.07.2017     |
| 11    | Auzituck Gunship Expansion Pack                       | Auzituck-Kanonenboot Erweiterungspack             | Rebellenallianz                         | 13.07.2017     |
| 11    | Scurrg H-6 Bomber Expansion Pack                      | Scurrg H-6 Bomber Erweiterungs-Pack               | Abschaum und Kriminelle                 | 13.07.2017     |
|       | Guns for Hire Expansion Pack                          | Söldnerseelen Erweiterungspack                    | Abschaum und Kriminelle                 | 26.10.2017     |
| 12    | Alpha-class Star Wing Expansion Pack                  | Sternflügler der Alpha-Klasse Erweiterungspack    | Galaktisches Imperium                   | 07.12.2017     |
| 12    | Phantom II Expansion Pack                             | Phantom II Erweiterungspack                       | Rebellenallianz                         | 07.12.2017     |
| 12    | M12-L Kimogila Fighter Expansion Pack                 | M12-L-Kimogila-Jäger Erweiterungspack             | Abschaum und Kriminelle                 | 07.12.2017     |
| 13    | TIE Silencer Expansion Pack                           | TIE-Dämpfer Erweiterungspack                      | Galaktisches Imperium                   | 07.12.2017     |
| 13    | Resistance Bomber Expansion Pack                      | Bomber des Widerstands Erweiterungspack           | Rebellenallianz                         | 07.12.2017     |
| 14    | TIE Reaper Expansion Pack                             |                                                   | Galaktisches Imperium                   | 21.06.2018     |
| 14    | Saw's Renegades Expansion Pack                        |                                                   | Rebellenallianz                         | 21.06.2018     |

#### Zubehör
- Spielmatten
  - Death Star Assault Playmat
  - Starfield Playmat
  - Death Star II Playmat
  - Bespin Playmat
  - Starkiller Base Playmat
  - Battle of Hoth Playmat

### 2. Edition
| Welle                                | Originaltitel                                    | Deutscher Titel                                        | Fraktion                                                                                                | Veröffentlicht         |
| ------------------------------------ | ------------------------------------------------ | ------------------------------------------------------ | --- | ---------------------- |
| 0.                                   | TIE Reaper Expansion Pack                        |                                                        | Galaktisches Imperium                                                                                   | 21.06.2018             |
| 0.                                   | Saw's Renegades Expansion Pack                   |                                                        | Rebellenallianz                                                                                         | 21.06.2018             |
| -                                    | Star Wars: X-Wing (Second Edition)               | X-Wing Miniaturenspiel Grundspiel 2. Edition           | Rebellenallianz & Galaktisches Imperium                                                                 |                        |
| 1.                                   | T-65 X-Wing Expansion Pack                       | T-65 X-Flügel Sternenjäger                             | Rebellenallianz                                                                                         | 13.09.2018             |
| 1.                                   | BTL-A4 Y-Wing Expansion Pack                     | BTL-A4 Y-Flügel Erweiterungspack                       | Rebellenallianz                                                                                         | 13.09.2018             |
| 1.                                   | TIE/ln Fighter Expansion Pack                    | TIE/LN-Jäger Erweiterungspack                          | Galaktisches Imperium                                                                                   | 13.09.2018             |
| 1.                                   | TIE Advanced x1 Expansion Pack                   | TIE-x1 Turbojäger Erweiterungspack                     | Galaktisches Imperium                                                                                   | 13.09.2018             |
| 1.                                   | Slave 1 Expansion Pack                           | Sklave 1 Erweiterungspack                              | Abschaum und Kriminelle                                                                                 | 13.09.2018             |
| 1.                                   | Fang Fighter Expansion Pack                      | Fangjäger Erweiterungspack                             | Abschaum und Kriminelle                                                                                 | 13.09.2018             |
| 1.                                   | Lando's Millennium Falcon Expansion Pack         | Landos Millenniumfalke Erweiterungspack                | Abschaum und Kriminelle                                                                                 | 13.09.2018             |
| 1.                                   | Rebel Alliance Conversion Kit                    | Konvertierungsset Rebellenallianz                      | Rebellenallianz                                                                                         | 13.09.2018             |
| 1.                                   | Galactic Empire Conversion Kit                   | Konvertierungsset Galaktisches Imperium                | Galaktisches Imperium                                                                                   | 13.09.2018             |
| 1.                                   | Scum and Villainy Conversion Kit                 | Konvertierungsset Abschaum und Kriminelle              | Abschaum und Kriminelle                                                                                 | 13.09.2018             |
| 2.                                   | RZ-2 A-Wing Expansion Pack                       | RZ-2 A-Flügel Erweiterungspack                         | Widerstand                                                                                              | 13.12.2018             |
| 2.                                   | T-70 X-Wing Expansion Pack                       | T-70 X-Flügel Sternenjäger Erweiterungspack            | Widerstand                                                                                              | 13.12.2018             |
| 2.                                   | TIE/fo Fighter Expansion Pack                    | TIE/EO Jäger Erweiterungspack                          | Erste Ordnung                                                                                           | 13.12.2018             |
| 2.                                   | Mining Guild TIE Expansion Pack                  | TIE der Minengilde Erweiterungspack                    | Abschaum und Kriminelle                                                                                 | 13.12.2018             |
| 2.                                   | First Order Conversion Kit                       | Konvertierungsset Erste Ordnung                        | Erste Ordnung                                                                                           | 13.12.2018             |
| 2.                                   | Resistance Conversion Kit                        | Konvertierungsset Widerstand                           | Widerstand                                                                                              | 13.12.2018             |
| 3.                                   | Sith Infiltrator Expansion Pack                  | Sith-Infiltrator Erweiterungspack                      | Separatisten-Allianz                                                                                    | 21.03.2019             |
| 3.                                   | Vulture Class Droid Fighter Expansion Pack       | Droidenjäger der Vulture-Klasse Erweiterungspack       | Separatisten-Allianz                                                                                    | 21.03.2019             |
| 3.                                   | ARC-170 Starfighter Expansion Pack               | ARC-170 Sternenjäger Erweiterungspack                  | Galaktische Republik                                                                                    | 21.03.2019             |
| 3.                                   | Delta-7 Aethersprite Expansion Pack              | Delta-7-Aethersprite Erweiterungspack                  | Galaktische Republik                                                                                    | 21.03.2019             |
| 3.                                   | Z-95-AF4 Headhunter Expansion Pack               | Z-95 Kopfjäger Erweiterungspack                        | Abschaum und Kriminelle                                                                                 | 21.03.2019             |
| 3.                                   | TIE/sk Striker Expansion Pack                    | TIE/SK-Stürmer Erweiterungspack                        | Galaktisches Imperium                                                                                   | 21.03.2019             |
| 3.                                   | Servants of Strife Squadron Pack                 | Konstrukte des Krieges Staffelpack                     | Separatisten-Allianz                                                                                    | 21.03.2019             |
| 3.                                   | Guardians of the Republic Squadron Pack          | Wächter der Republik Staffelpack                       | Galaktische Republik                                                                                    | 21.03.2019             |
| 3.                                   | V-19 Torrent Expansion Pack                      |                                                        | Galaktische Republik                                                                                    | 21.03.2019             |
| 3.                                   | Belbullab-22 Starfighter Expansion Pack          |                                                        | Separatisten-Allianz                                                                                    | 21.03.2019             |
| 4.                                   | Naboo Royal N-1 Starfighter Expansion Pack       | Königlicher N1 Sternenjäger von Naboo Erweiterungspack | Galaktische Republik                                                                                    | 12.07.2019             |
| 4.                                   | Hyena-class Droid Bomber Expansion Pack          | Droiden-Bomber der Hyänen-Klasse Erweiterungspack      | Separatisten-Allianz                                                                                    | 12.07.2019             |
| 4.                                   | Resistance Transport Expansion Pack              | Transporter des Widerstands Erweiterungspack           | Widerstand                                                                                              | 12.07.2019             |
| 4.                                   | TIE/vn Silencer Expansion Pack                   | TIE/VN Dämpfer Erweiterungspack                        | Erste Ordnung                                                                                           | 12.07.2019             |
| 4.                                   | Millennium Falcon Expansion Pack                 | Millennium Falke Erweiterungspack                      | Rebellenallianz                                                                                         | 12.07.2019             |
| 4.                                   | A/SF-01 B-Wing Expansion Pack                    | A/SF-01-B-Flügel Sternenjäger Erweiterungspack         | Rebellenallianz                                                                                         | 12.07.2019             |
| 4.                                   | VT-49 Decimator Expansion Pack                   | VT-49-Decimator Erweiterungspack                       | Galaktisches Imperium                                                                                   | 12.07.2019             |
| 4.                                   | TIE/sf Fighter Expansion Pack                    | TIE/se-Jäger Erweiterungspack                          | Erste Ordnung                                                                                           | 12.07.2019             |
| 5.                                   | BTL-B Y-Wing Expansion Pack                      | BTL-B-Y-Flügler Erweiterungspack                       | Galaktische Republik                                                                                    | 13.09.2019             |
| 5.                                   | Ghost Expansion Pack                             | Ghost Erweiterungspack                                 | Rebellenallianz                                                                                         | 13.09.2019             |
| 5.                                   | Inquisitors‘ TIE Expansion Pack                  | TIE des Inquisitors Erweiterungspack                   | Galaktisches Imperium                                                                                   | 13.09.2019             |
| 5.                                   | M3-A Interceptor Expansion Pack                  | M3-A Abfangjäger Erweiterungspack                      | Abschaum und Kriminelle                                                                                 | 13.09.2019             |
| 5.                                   | Nantex-Class Starfighter Expansion Pack          | Sternenjäger der Nantex-Klasse Erweiterungspack        | Separatisten-Allianz                                                                                    | 13.09.2019             |
| 5.                                   | Punishing One Expansion Pack                     | Vollstrecker Eins Erweiterungspack                     | Abschaum und Kriminelle                                                                                 | 13.09.2019             |
|                                      | Huge Ship Conversion Kit                         | Riesige Schiffe Konvertierungsset                      | | 08.11.2019             |
| Tantive IV Expansion Pack            | Tantive IV Erweiterungspack                      | Rebellenallianz                                        | | 08.11.2019             |
|                                      | C-ROC Cruiser Expansion Pack                     | C-ROC Kreuzer Erweiterungspack                         | Abschaum und Kriminelle                                                                                 | 15.11.2019             |
| Epic Battles A Multiplayer Expansion | Epische Schlachten Eine Mehrspieler-Erweiterung  | Alle Fraktionen                                        | | 15.11.2019             |
| 6.                                   | Major Vonreg’s TIE Expansion Pack                | Major Vonregs TIE Erweiterungspack                     | Erste Ordnung                                                                                           | 31.01.2020             |
| 6.                                   | Fireball Expansion Pack                          | Fireball Erweiterungspack                              | Widerstand                                                                                              | 31.01.2020             |
| 6.                                   | Hound’s Tooth Expansion Pack                     | Fangzahn Erweiterungspack                              | Abschaum und Kriminelle                                                                                 | 31.01.2020             |
| 6.                                   | TIE/in Interceptor Expansion Pack                | TIE/IN-Abfangjäger                                     | Galaktisches Imperium                                                                                   | 31.01.2020             |
| 6.                                   | TIE/D Defender Expansion Pack                    | TIE/d-Abwehrjäger Erweiterungspack                     | Galaktisches Imperium                                                                                   | 31.01.2020             |
| 6.                                   | RZ-1 A-Wing Expansion Pack                       | RZ-1-A-Flüger Erweiterungspack                         | Rebellenallianz                                                                                         | 31.01.2020             |
| 6.                                   | Never Tell Me the Odds Obstacles Pack            | Sag mir nie, wie meine Chancen stehen                  | | 31.01.2020             |
| 6.                                   | Fully Loaded Devices Pack                        | Volle Ladung                                           | | 31.01.2020             |
| 6.                                   | Hotshots und Aces Reinforcement Pack             | Draufgänger und Fliegerasse II Verstärkungspack        | Rebellenallianz Galaktisches Imperium Abschaum und KriminelleWiderstandErste Ordnung                    | 31.01.2020             |
| 7.                                   | Xi-class Light Shuttle Expansion Pack            | Leichtes Shuttle der Xi-Klasse Erweiterungspack        | Erste Ordnung                                                                                           | 25.09.2020             |
| 7.                                   | LAAT/i Gunship Expansion Pack                    | TFAT/i-Kanonenboot Erweiterungspack                    | Galaktische Republik                                                                                    | 25.09.2020             |
| 7.                                   | HMP Droid Gunship Expansion Pack                 | SRP-Droidenkanonenboot Erweiterungspack                | Separatisten-Allianz                                                                                    | 25.09.2020             |
| 7.                                   | TIE/rb Heavy Expansion Pack                      | Schwerer TIE/RB Erweiterungspack                       | Galaktisches Imperium                                                                                   | 25.09.2020             |
| 7.                                   | Heralds of Hope Squadron Pack                    | Boten der Hoffnung Staffelpack                         | Widerstand                                                                                              | 25.09.2020             |
| 8.                                   | Droid Tri-Fighter Expansion Pack                 | Tri-Droidenjäger Erweiterungspack                      | Separatisten-Allianz                                                                                    | 27.11.2020             |
| 8.                                   | Eta-2 Actis Expansion Pack                       | Eta-2-Actis Erweiterungspack                           | Galaktische Republik                                                                                    | 27.11.2020             |
| 8.                                   | Jango Fett’s Slave 1 Expansion Pack              | Jango Fett’s Sklave 1 Erweiterungspack                 | Separatisten-Allianz                                                                                    | 27.11.2020             |
| 8.                                   | Nimbus Class V-Wing Expansion Pack               | V-Flügler der Nimbus-Klasse Erweiterungspack           | Galaktische Republik                                                                                    | 27.11.2020             |
| 9.                                   | Phoenix Cell Squadron Pack                       | Phönix-Staffel Staffelpack                             | Rebellenallianz                                                                                         | 26.03.2021             |
| 9.                                   | Skystrike Academy Squadron Pack                  | Skystrike-Akademie Staffelpack                         | Galaktisches Imperium                                                                                   | 26.03.2021             |
| 9.                                   | Fugitives and Collaborators Squadron Pack        | Gesuchte und Kollaborateure Staffelpack                | Abschaum und Kriminelle                                                                                 | 26.03.2021             |
| 9.                                   | Trident-class Assault Ship Expansion Pack        | Angriffsschiff der Trident-Klasse Erweiterungspack     | Separatisten-Allianz                                                                                    | 26.03.2021             |
| 10.                                  | BTA-NR2 Y-Wing Expansion Pack                    | BTA-NR2-Y-Flügler Erweiterungspack                     | Rebellenallianz                                                                                         | 24.09.2021             |
| 10.                                  | Fury of the First Order Squadron Pack            | Zorn der ersten Ordnung Staffelpack                    | Erste Ordnung                                                                                           |                        |
| 11.                                  | Pride of Mandalore Reinforcement Pack            | Stolz von Mandalore                                    | Galaktische Republik Separatisten-Allianz Rebellenallianz Galaktisches Imperium Abschaum und Kriminelle | 25.02.2022             |
| 11.                                  | Gauntlet Fighter Expansion Pack                  | Gauntlet-Jäger                                         | Galaktische Republik Separatisten-Allianz Rebellenallianz Galaktisches Imperium Abschaum und Kriminelle | 25.02.2022             |
| 11.                                  | Razor Crest Ship Expansion Pack                  | Razor Crest Erweiterungspack                           | Abschaum und Kriminelle                                                                                 | 25.02.2022             |
|                                      | The Droids You’re Looking for organized play kit | -                                                      | | 23.03.2022             |
| 12.                                  | Clone Z-95 Headhunter Expansion Pack             | Klon-Z-95-Sternenjäger Erweiterungspack                | Galaktische Republik                                                                                    | 27.05.2022             |
| 12.                                  | Rogue-class Starfighter Expansion Pack           | Sternenjäger der Renegat-Klasse                        | Separatisten-Allianz Abschaum und Kriminelle                                                            | 27.05.2022             |
|                                      | Battle Of Yavin Scenario Pack                    | Die Schlacht von Yavin Szenariopack                    | | 28. Oktober 2022       |
| 13.                                  | Hotshots and Aces II Reinforcements Pack         | Draufgänger und Fliegerasse II Verstärkungspack        | alle Fraktionen                                                                                         | 25.11.2022             |
|                                      | Siege Of Coruscant Scenario Pack                 | Die Schlacht von Coruscant Szenariopack                | | 2. Dezember 2022       |
| 14.                                  | Rebel Alliance Squadron Starter Pack             | Rebellenallianz Staffel-Starterpack                    | Rebellenallianz                                                                                         | 26.05.2023             |
| 14.                                  | Galactic Empire Squadron Starter Pack            | Galaktisches Imperium Staffel-Starterpack              | Galaktisches Imperium                                                                                   | 26.05.2023             |
| 15.                                  | TIE/sa Bomber Expansion Pack                     | TIE/SA Bomber Erweiterungspack                         | Galaktisches Imperium                                                                                   | 25.08.2023             |
| 15.                                  | YT-2400 Light Freighter Expansion Pack           | Leichter YT-2400-Frachter Erweiterungspack             | Rebellenallianz                                                                                         | 25.08.2023             |
|                                      | Children of Mandalore Organized Play Kit         | -                                                      | |                        |
|                                      | Imperial Raider Expansion Pack                   |                                                        | Galaktisches Imperium                                                                                   | angekündigt & abgesagt |

#### Zuberhör
- Dice Pack, veröffentlicht am 13. September 2018
- Deluxe Movement Tools and Range Ruler, veröffentlicht am 12. Juli 2019

- Damage Decks, veröffentlicht am 26. Juni 2020
  - Rebel     Alliance Damage Deck
  - Galactic Empire Damage Deck
  - Scum and Villainy Damage Deck
  - Resistance     Damage Deck
  - First Order Damage Deck
  - Galactic Republic Damage Deck
  - Separatist     Alliance Damage Deck

- Maneuver Rad Upgrade Kits, veröffentlicht am 13. September 2018

- - Rebel  Alliance Maneuver Dial Upgrade Kit
  - Galactic Empire Maneuver Dial     Upgrade Kit
  - Scum and Villainy Maneuver Dial     Upgrade Kit
  - Resistance Maneuver Dial     Upgrade Kit
  - First Order Maneuver Dial     Upgrade Kit
  - Galactic Republic Maneuver Dial     Upgrade Kit
  - Separatist     Alliance Maneuver Dial Upgrade Kit